# Limská metropolitní katedrála
Limská metropolitní katedrála (španělsky Catedral Metropolitana de Lima) je trojlodní chrám římskokatolické církve, který se nachází na náměstí Plaza de Armas v peruánském hlavním městě Limě. Katedrála je zasvěcena Janu Evangelistovi a od roku 1921 má také titul basilica minor. Je sídlem primase Peru, jímž je od roku 2019 Carlos Castillo Mattasoglio. V jejím sousedství se nachází Arcibiskupský palác.

## Historie a popis
Byla vybudována na místě chrámu domorodého boha Intiho, základní kámen položil v lednu 1535 Francisco Pizarro. Byla vysvěcena 11. března 1540 a v následujícím roce vyšla papežská bula zřizující limskou diecézi (od roku 1546 arcidiecéze). V roce 1552 byl katedrála přestavěna. Třetí a definitivní podoba katedrály pochází z roku 1602 a byla vybudována po vzoru sevillské katedrály. Autorem plánu v duchu escorialské školy byl Francisco Becerra. Převládajícím stylem je renesanční architektura s gotickými i barokními prvky. Katedrála byla poškozena zemětřesením v letech 1687 a 1746, kdy její obnovu řídil pražský rodák Juan Rehr. V letech 1893 až 1898 proběhla rozsáhlá rekonstrukce, která si vyžádala dočasné uzavření objektu. Další oprava, kterou vedl Emilio Harth Terré, následovala po zemětřesení v květnu roku 1940. 
Katedrála má tři vchody: hlavní Puerta del Perdón a postranní Puerta de la Epístola a Puerta del Evangelio. Nachází se v ní čtrnáct bočních kaplí: Capilla de Nuestra Señora de la Esperanza, Capilla de la Sagrada Familia, Capilla de la Antigua, Capilla de los Santos Peruanos, Capilla de la Inmaculada Concepción, Capilla de la Virgen de la Paz, Capilla de San Juan Bautista, Capilla de la Virgen de la Candelaria, Capilla de Santo Toribio de Mogrovejo, Capilla de San Juan Evangelista, Capilla de la Visitación, Capilla de las Ánimas, Capilla de San Bartolomé a Capilla de San José. Autorem oltáře je Matías Maestro. Dvojice klasicistních věží pochází z roku 1797 a navrhl je Ignacio Martorella. Dekorace jsou provedeny v jihoamerickém platerskním stylu.
V katedrále jsou pohřbeni Francisco Pizarro, Antonio de Mendoza a Turibius z Mongroveja. Slouží se zde mše o výročí nezávislosti Peru 28. července. Katedrálu navštívili papežové Jan Pavel II. (1985 a 1988) a František (2018). Katedrála je spolu s historickým centrem Limy součástí světového dědictví.